# Uromenus brevicollis
Uromenus brevicollis är en insektsart som först beskrevs av Fischer 1853.  Uromenus brevicollis ingår i släktet Uromenus och familjen vårtbitare.

## Underarter
Arten delas in i följande underarter:
- U. b. ibericus
- U. b. trimacriae
- U. b. brevicollis
- U. b. insularis